# Yana Kachur
Yana Kachur (en ukrainien : Яна Качур, née le 13 janvier 1997 à Louhansk) est une athlète ukrainienne, spécialiste du sprint.

## Carrière
Elle remporte la médaille d’or du relais-poursuite initial (4 min 25 s 02, meilleur temps) puis, lors de la finale, elle permet à son équipe de remporter la médaille d’or générale par équipes en concluant le relais poursuite final, lors des Jeux européens de 2019 à Minsk.